# Izudin Dervić
Izudin Dervić (ur. 22 lutego 1963 w Banja Luce) – islandzki piłkarz pochodzenia bośniackiego występujący na pozycji obrońcy. Trener piłkarski.

## Kariera klubowa
Przed przybyciem na Islandię, Dervić występował w Olimpiji Lublana. Następnie grał w Selfoss, Hafnarfjarðar, a w 1992 roku trafił do Valura. W tym samym roku zdobył z nim Puchar Islandii. W 1993 roku przeszedł do zespołu Reykjavíkur. W następnych latach (1994, 1995) dwukrotnie wygrał z nim rozgrywki Pucharu Islandii.
W 1996 roku odszedł do Leifturu, gdzie występował przez dwa sezony. Potem grał jeszcze w klubach Þróttur, Valur, Barðaströnd oraz Haukar, który był jego ostatnim klubem w karierze.

## Kariera reprezentacyjna
W reprezentacji Islandii Dervić zadebiutował 2 czerwca 1993 w zremisowanym 1:1 meczu eliminacji Mistrzostw Świata 1994 z Rosją. W latach 1993–1995 w drużynie narodowej rozegrał łącznie 14 spotkań.